# 5995 Saint-Aignan
Az 5995 Saint-Aignan (ideiglenes jelöléssel 1982 DK) a Naprendszer kisbolygóövében található aszteroida. Edward L. G. Bowell fedezte fel 1982. február 20-án.